# 五百籏頭薫
五百籏頭 薫（いおきべ かおる、1974年 - ）は、日本の歴史学者、政治学者。東京大学大学院法学政治学研究科教授。専門は日本政治外交史。

## 略歴

### 家族
- 祖父0教皇庁大聖グレゴリウス勲章を受章した神戸大学名誉教授の五百籏頭眞治郎（経済学）
- 父0神戸大学名誉教授、防衛大学校名誉教授、兵庫県立大学理事長で、元日本政治学会理事長、元神戸大学大学院法学研究科教授、元防衛大学校校長、熊本県立大学元理事長の五百籏頭眞
- 伯父0南山大学名誉教授の五百籏頭博治（神学）
- 従兄弟0同志社大学商学部教授の五百籏頭真吾（経済学）
- 従兄弟0岡山大学大学院自然科学研究科准教授の五百籏頭健吾（情報通信システム学）。

### 学歴
- 1989年 六甲中学校卒業
- 1992年 六甲高等学校卒業、東京大学教養学部文科一類入学
東大在学中は第一高等学校・東京大学弁論部に所属。
- 1996年 東京大学法学部第3類（政治コース）卒業[2]
- 2011年9月22日 博士（法学）（東京大学）。学位請求論文「条約改正史：法権回復への展望とナショナリズム」）[3]

### 研究歴
- 1996年 東京大学大学院法学政治学研究科助手[4]
- 1999年 東京大学大学院法学政治学研究科講師[2]
- 2001年 旧・東京都立大学法学部助教授[2]
- 2007年 東京大学社会科学研究所准教授[5]
- 2014年 東京大学大学院法学政治学研究科教授

## 著作

### 単著
- 『大隈重信と政党政治 - 複数政党制の起源 明治14年 - 大正3年』東京大学出版会、2003年4月。ISBN 978-4130362153。
- 『条約改正史 - 法権回復への展望とナショナリズム』有斐閣、2010年12月。ISBN 978-4641173705。
- 『〈嘘〉の政治史 - 生真面目な社会の不真面目な政治』中央公論新社〈中公選書〉、2020年3月。ISBN 978-4121101051。

### 編著
- 坂本一登・五百旗頭薫編『日本政治史の新地平』吉田書店、2013年1月。ISBN 978-4905497103。（「福地源一郎研究序説ーー東京日日新聞の社説より」を執筆）
- 松田宏一郎・五百旗頭薫編『自由主義の政治家と政治思想』中央公論新社、2014年4月。ISBN　978-4120045714。（「進歩政党　統治の焦点」を執筆）
- 宇野重規・五百旗頭薫編『ローカルからの再出発』有斐閣、2015年1月。 ISBN 978-4641149113。（「近代日本のローカルガバナンス」ほかを執筆）
- 五百旗頭薫・小宮一夫ほか編『戦後日本の歴史認識』東京大学出版会、2017年3月。ISBN 978-4130230728。（「歴史認識の歴史へ」を執筆）

### 主要論文等
- 五百籏頭 薫「関税自主権の回復をめぐる外交と財政 - 明治初年の寺島宗則と大隈重信」『日本政治研究』 1巻、木鐸社、2004年6月。
- 五百籏頭 薫 著「開国と不平等条約改正 - 日本による国際標準への適応過程」、川島真・服部龍二編 編『東アジア国際政治史』名古屋大学出版会、2007年6月。ISBN 978-4815805616。
- 五百籏頭 薫 著「隣国日本の近代化――日本の条約改正と日清関係」、川島真・岡本隆司編 編『中国近代外交の胎動』東京大学出版会、2009年4月。ISBN 978-4130210737。
- 五百旗頭 薫 「藩閥と政党」『岩波講座日本歴史 第16巻・近現代3』岩波書店、2014年6月。ISBN 978-4000113366。
- 五百旗頭 薫 「吉野作造政治史の射程」『吉野作造政治史講義』吉野作造講義録研究会編、岩波書店、2016年1月。ISBN 978-4000254687。